# Guy Millot
Pour les articles homonymes, voir Millot.
Guy Millot, né le 31 janvier 1925 à Meaux (Seine-et-Marne) et mort le 24 avril 2005 à La Seyne-sur-Mer (Var), est un homme politique français.

## Biographie
Il est maire de Meaux de 1971 à 1976,.

## Détail des fonctions et des mandats

### Mandats locaux
- 1976 - : Conseiller municipal de Meaux
- 1965 - 1971 : Adjoint au maire de Meaux
- 1971 - 1976[3],[4] : Maire de Meaux

### Mandat parlementaire
- 3 mars 1976 - 2 octobre 1977 : Sénateur de Seine-et-Marne